# سیارک ۳۰۷۸۸
سیارک ۳۰۷۸۸ (به انگلیسی: 30788 Angekauffmann، نامگذاری:1988RE3) سی هزار و هفتصد و هشتاد و هشتمین سیارک کشف شده‌است که در ۸ سپتامبر ۱۹۸۸ کشف شد.